# Alonso Zúñiga
Alonso Patricio Zúñiga Delgado (Santiago, Chile, 23 de marzo de 1980) es un exfutbolista chileno. Jugaba en la posición de defensa o volante y su último club fue San Antonio Unido.
Es reconocido por haber jugado en los dos clubes más importantes de Chile Colo-Colo, club en el cual se formó y en Universidad de Chile, además de diversos clubes de Chile, Uruguay y Liechtenstein.

## Carrera
El jugador se formó en las inferiores de Colo-Colo, donde logró debutar en el torneo de 1998 jugando hasta el año 2000, luego decide defender los colores de Santiago Wanderers equipo con el que logra consagrarse campeón de Primera División de Chile 2001 donde fue una alternativa durante toda la campaña, luego vuelve a Colo-Colo en donde en la antesala a un clásico dijo que nunca jugaría por el archirrival.
En 2003 no es tomado en cuenta por Jaime Pizarro por lo que llega a Deportes Puerto Montt. Al año siguiente vuelve al club donde fue campeón Santiago Wanderers en donde no loga conseguir los éxitos anteriores.  
Luego, defiende los colores del Fénix de Uruguay y vuelve a Chile a jugar el primer semestre del 2005 por Deportes Concepción. El segundo semestre del 2005 tiene un paso por el fútbol europeo en el Vaduz del principado de Liechtenstein en donde consigue el título de Copa de Liechtenstein, para luego volver al balompié criollo y jugar en Universidad de Chile archirrival de su club formador, en el cual dijo que nunca jugaría, tras un comienzo complicado logra ganarse el respeto de la hinchada por su entrega en la cancha.
Luego defiende a Deportes Antofagasta, periodo en el que se ve envuelto en un accidente fatal, pero esto no le impide ser regularmente titular, después ficha en Deportes Concepción donde logra buenas actuaciones a pesar de los problemas del club, luego del descenso de Deportes Concepción termina recalando en Cobreloa, en donde ficha a mediados del 2008.
En agosto de 2009 firma en el club Santiago Morning jugando durante seis meses, en diciembre de 2009 pasa a Unión Temuco club en el cual estuvo durante 2 años, en el cual estuvo cerca de jugar la liguilla de promoción al perder en penales, el desempate con Curicó Unido. En marzo de 2012 llega a San Antonio Unido de la Tercera División A de Chile en donde juega durante un año como mediocampista siendo uno de los más destacados del equipo. Este sería su último club pues luego de finalizada la temporada se retira del fútbol.

## Selección nacional
Ha jugado por la selección chilena a nivel sub-17 y adulto. Su única participación a nivel adulto fue el 2003 en un partido no oficial. 

### Participaciones en Mundiales
| Competencia                | Sede   | Resultado    |
| -------------------------- | ------ | ------------ |
| Copa del Mundo Sub-17 1997 | Egipto | Primera Fase |

## Clubes
| Club                  | País          | Año       |
| --------------------- | ------------- | --------- |
| Colo-Colo             | Chile         | 1998-2000 |
| Santiago Wanderers    | Chile         | 2001      |
| Colo-Colo             | Chile         | 2002      |
| Deportes Puerto Montt | Chile         | 2003      |
| Santiago Wanderers    | Chile         | 2004      |
| Fénix                 | Uruguay       | 2004      |
| Deportes Concepción   | Chile         | 2005      |
| FC Vaduz              | Liechtenstein | 2005      |
| Universidad de Chile  | Chile         | 2006      |
| Deportes Antofagasta  | Chile         | 2006-2007 |
| Deportes Concepción   | Chile         | 2008      |
| Cobreloa              | Chile         | 2008-2009 |
| Santiago Morning      | Chile         | 2009      |
| Unión Temuco          | Chile         | 2010-2011 |
| San Antonio Unido     | Chile         | 2012      |

## Palmarés
| Título                | Club               | País          | Año           |
| --------------------- | ------------------ | ------------- | ------------- |
| Primera División      | Santiago Wanderers | Chile         | 2001          |
| Primera División      | Colo-Colo          | Chile         | Clausura 2002 |
| Copa de Liechtenstein | FC Vaduz           | Liechtenstein | 2005          |

- Datos: Q4734499